# Saint-Martin-d'Arrossa
Saint-Martin-d'Arrossa is een gemeente in het Franse departement Pyrénées-Atlantiques (regio Nouvelle-Aquitaine) en telt 442 inwoners (1999). De plaats maakt deel uit van het arrondissement Bayonne.

## Geografie
De oppervlakte van Saint-Martin-d'Arrossa bedraagt 18,0 km², de bevolkingsdichtheid is 24,6 inwoners per km².

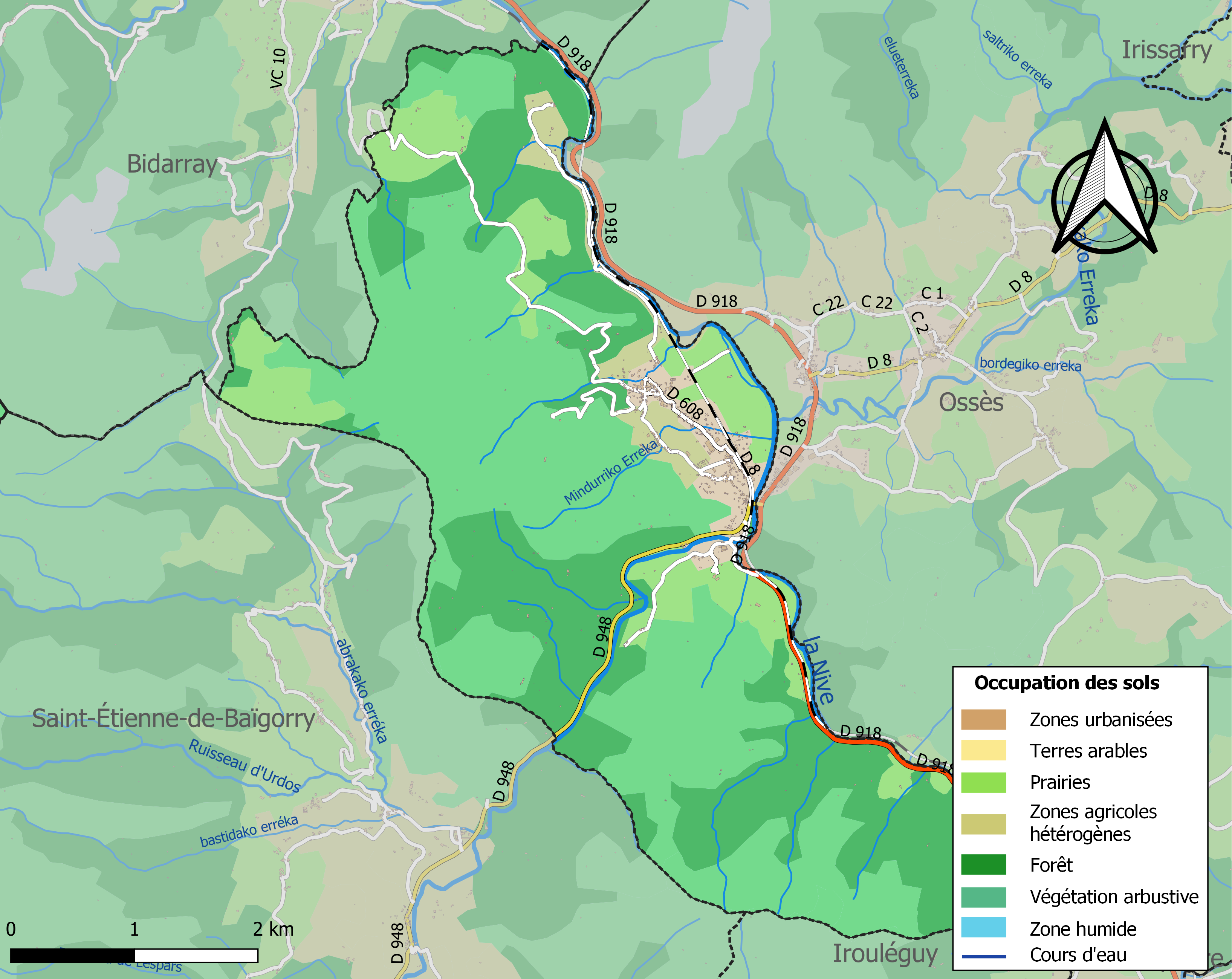
Kaart van de gemeente met de belangrijkste infrastructuur, bodemgebruik en omliggende gemeenten

## Verkeer en vervoer
In de gemeente ligt de spoorweghalte Ossès - Saint-Martin-d'Arrossa.

## Demografie
Onderstaande figuur toont het verloop van het inwonertal (bron: INSEE-tellingen).